# Млад борец
„Млад борец“ е вестник на комунистическата съпротива във Вардарска Македония, първи легален вестник, който се пише на македонски диалект.

## История
На 22 декември 1943 година на I конгрес на Народоосвободителния младежки съюз (НОМСМ) проведен във Фущани се решава да се издава вестник. Вестникът започва да излиза на 22 март 1944 година в планината Козяк и е орган на НОМСМ. Сред първите редактори на вестника са Лиляна Чаловска, Кръсте Цървенковски, Ацо Шопов, Борис Мильовски и Иван Мазов – Климе. Вестникът се печата на различни места, като отначало е двуседмичник, а впоследствие и седмичник. Вестникът съществува до началото на 90-те.